# Robert C. Eckhardt

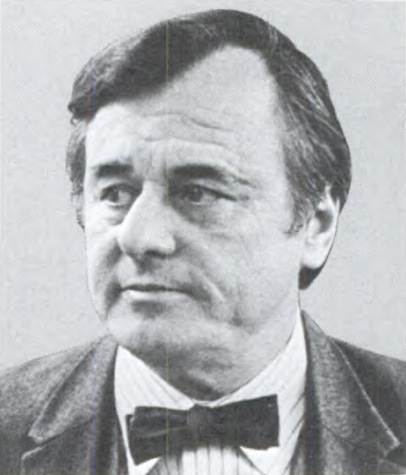
Robert C. Eckhardt, 1979

Robert Christian Eckhardt (* 16. Juli 1913 in Austin, Texas; † 13. November 2001 ebenda) war ein US-amerikanischer Politiker. Zwischen 1967 und 1981 vertrat er den Bundesstaat Texas im US-Repräsentantenhaus.

## Werdegang
Robert Eckhardt war ein Verwandter von drei Kongressabgeordneten. Rudolph Kleberg (1847–1924) war sein Großonkel, Harry M. Wurzbach (1874–1931) war sein Onkel und Richard M. Kleberg (1887–1955) war sein Cousin. Bis 1939 studierte er an der University of Texas unter anderem Jura. Während des Zweiten Weltkrieges diente er zwischen 1942 und 1944 in der United States Army. Danach war er in den Jahren 1944 und 1945 Bezirksdirektor für das Büro des Coordinator of Inter-American Affairs, eine Behörde im Executive Office. Politisch wurde er Mitglied der Demokratischen Partei. Zwischen 1958 und 1966 saß er als Abgeordneter im Repräsentantenhaus von Texas.
Bei den Kongresswahlen des Jahres 1966 wurde Eckhardt im achten Wahlbezirk von Texas in das US-Repräsentantenhaus in Washington, D.C. gewählt, wo er am 3. Januar 1967 die Nachfolge von Lera Millard Thomas antrat. Nach sechs Wiederwahlen konnte er bis zum 3. Januar 1981 sieben Legislaturperioden im Kongress absolvieren. In diese Zeit fielen der Vietnamkrieg und die Endphase der Bürgerrechtsbewegung sowie im Jahr 1974 die Watergate-Affäre. Im Jahr 1980 unterlag er dem Republikaner Jack Fields.
Nach dem Ende seiner Zeit im US-Repräsentantenhaus zog sich Robert Eckhardt aus der Politik zurück. Er starb am 13. November 2001 in Austin, wo er auch beigesetzt wurde.